# Himingläva

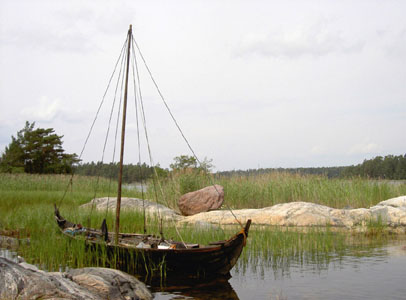
Himingläva

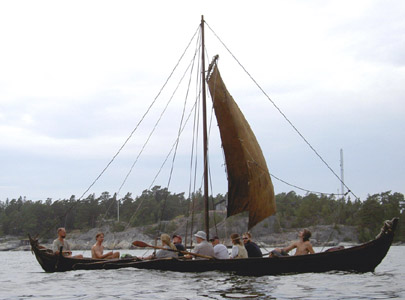
Himingläva

Himingläva är en rekonstruktion av Sexäringen, den största av de tre småbåtar som är en del av Gokstadsfyndet i Norge. Sexäringen finns tillsammans med bland annat Gokstadsskeppet utställda på Vikingskipshuset på Bygdøy i Oslo.
Namnet Himingläva härstammar från en av sjöguden Ägirs nio döttrar. Döttrarna representerar olika vågtyper och Himingläva är ”vågen som himlen lyser igenom”.
"Himingläva" byggdes med avsikt att kunna genomföra återstoden av resan i Ingvar den vittfarnes kölvatten, där en lättare och mer grundgående båt var nödvändig.
2004 genomförde Föreningen Vittfarne denna resa, Expedition Vittfarne med "Himingläva" som farkost, och med en besättning på upp till nio personer samt packning så var det inte några fria ytor kvar ombord. Båten seglades i både Svarta havet och Kaspiska havet, däremellan passerades floder både uppströms och nedströms genom Georgien och Azerbajdzjan. Det genomfördes även ett landdrag i Georgien mellan två floder med hjälp av oxar på 1152 meters höjd.
"Himingläva" har uppmärksammats bland annat genom SVT:s visningar av en 60 minuters dokumentär om Expedition Vittfarne. Det har resulterat i inbjudningar och deltagande på diverse evenemang såsom Vikingamarknaden i Lofoten 2005, Vikingaveckan på Adelsö 2005, Vikingafestival på Stallarholmen 2006, Vikingamarknad i Saltvik, Åland 2006 och 2007 samt Vikingamarknad i Lummen, Belgien 2006. Där har "Himingläva" visats upp och det har berättats om bakgrund och genomförande av Expedition Vittfarne.

## Himingläva
- Byggt: 1998 - 2001
- Längd: 9,75 m
- Bredd: 1,86 m
- Vikt (olastad): cirka 400 kg
- Segel: 16 m² råsegel i linne
- Skrov: Furu
- Åror: 3 par

Himingläva byggdes och ägs av Håkan Altrock.